# Gasriecher
Als Gasriecher wurden Personen bezeichnet, die ihre Tätigkeiten im Zusammenhang mit dem Stadtgasaufkommen ausübten, sie mussten unterirdisch verlaufende Gasleitungen auf Lecks  untersuchen und waren bei den Gaswerken beschäftigt.

## Geschichte
Die ersten Gaswerke in Deutschland wurden ab 1825 errichtet. 1870 gab es bereits über 340 Gaswerke in Deutschland, die Stadtgasversorgungsnetze betrieben, und es wurde somit auch erforderlich regelmäßigen Überprüfungen der Gasleitungen durchzuführen.
Entlang der Leitungen waren Gasriecher mit einem Riechrohr im Einsatz, um undichte Stellen aufzuspüren. Dazu steckten sie das Riechrohr in kleine Löcher, die über den verlegten Gasrohren im Straßenbelag gebohrt waren, und schnüffelten nach ausströmendem Gas. Der Gasriecher musste einen empfindlichen Geruchssinn haben. Roch er Gas, wurde die Straße gesperrt, aufgegraben und die defekte Gasleitung repariert.
Noch bis in die 1920er Jahre kamen Gasriecher zum Einsatz. Mit dem Aufkommen der technischen Lecksuchgeräte starb der Beruf in der Gasversorgung aus.

## Trivia
In der DDR wurden ab 1963 bis in die 1980er Jahre auch Gasspürhunde eingesetzt, die aufgrund ihres gut ausgebildeten Geruchssinns beim Riechen von Gas angaben.